# Afhankelijke persoonlijkheidsstoornis
De afhankelijke persoonlijkheidsstoornis (APS) is een persoonlijkheidsstoornis die wordt gekenmerkt door een aanhoudende psychische afhankelijkheid van andere mensen. De beoordeling wanneer het gedrag van een 'afhankelijke persoon' ziekelijk wordt en er sprake is van een persoonlijkheidsstoornis, is subjectief. De diagnose is moeilijk, omdat rekening gehouden moet worden met allerhande culturele gegevens, bijvoorbeeld het rollenpatroon.
Omdat mensen met APS te veel behoefte aan bevestiging of goedkeuring hebben, doen ze hun best om het anderen naar de zin te maken. Ze kunnen gefrustreerd raken omdat ze zich 'gedwongen' voelen om dingen te doen die ze eigenlijk niet willen of omdat ze geen uiting aan hun gevoelens kunnen geven. Hun overmatig afhankelijk gedrag kan relaties moeilijk of instabiel maken. Als een relatie wordt beëindigd, voelen zij zich wanhopig en zijn niet in staat naar behoren voor zichzelf te zorgen. Zij hebben een laag gevoel van eigenwaarde en zijn vatbaar voor andere psychische aandoeningen, met name depressie en angststoornissen.
Het DSM-IV definieert de afhankelijk persoonlijkheidsstoornis als een aanhoudende en overmatige behoefte om verzorgd te worden. Dit leidt tot zelfonderwerping, overdreven aanhankelijk gedrag en verlatingsangst. De stoornis uit zich in de vroege volwassenheid in verschillende situaties.